# JavaOne

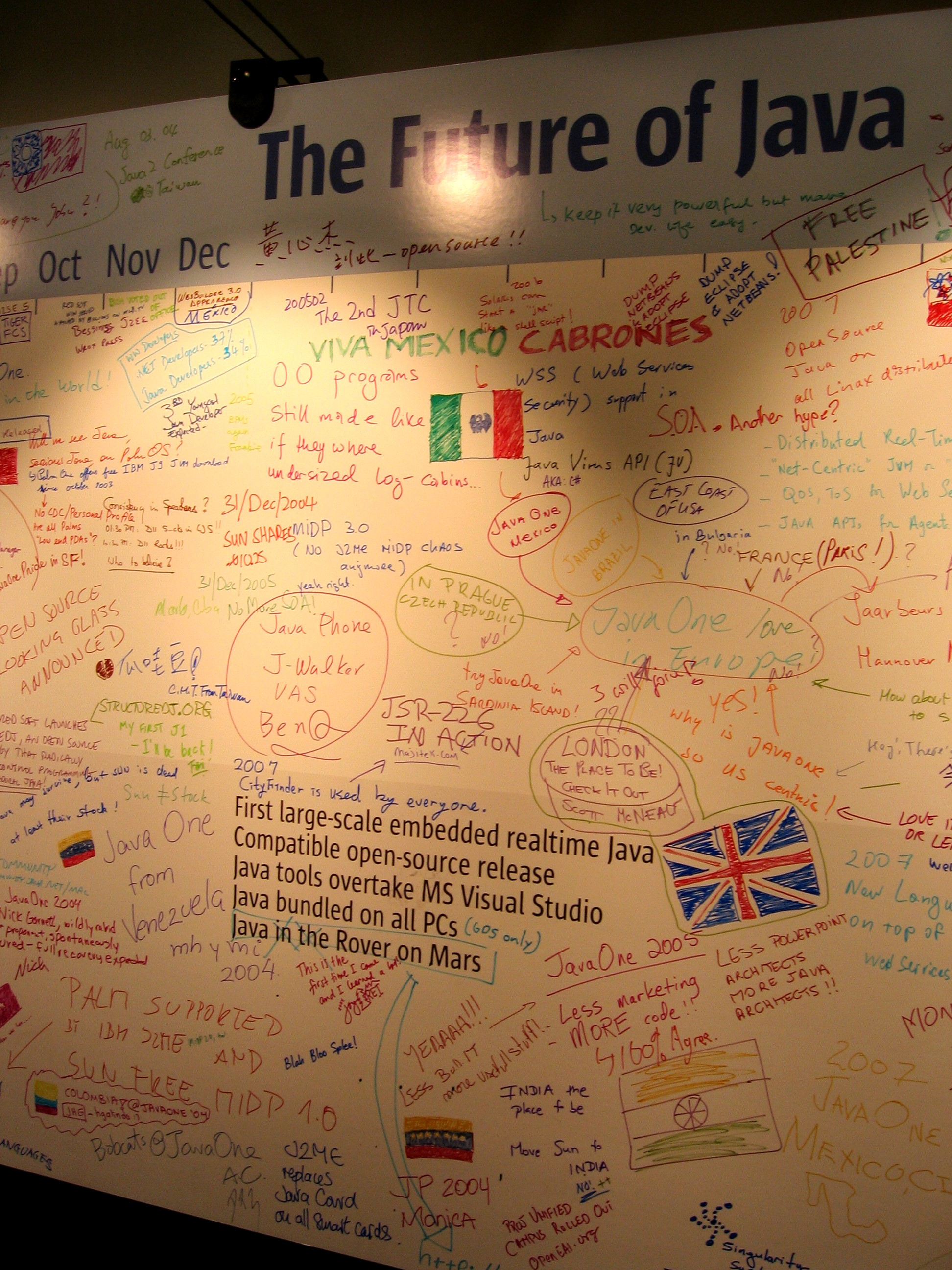
2004年JavaOne研討會的與會者將他們對Java的願景寫在一塊白板上

JavaOne是一個由昇陽提出的週年性（自1996年起）研討會，用以討論Java技術，與會者主要為Java開發人員。JavaOne於加州舊金山的莫斯康中心舉行，時間通常在4至7月之間，一般為星期日至星期五。不同主題的技術講座會在白天舉行，晚間會在莫斯康中心與鄰近的酒店舉行Birds of a Feather (BOF)講座。BOF講座讓人們可集中於Java技術的某一特定方面。
參與技術講座、演說、展覽會與BOF講座需要一個一般價值為1795至1995美元之間的研討會通行證。
1999年的JavaOne舉行了一個名為Hackathon的活動。該活動是一個由John Gage設立的挑戰，參與者需以Java為新的Palm V編寫使用紅外端口與其他Palm使用者通訊的程式並將其登記到互聯網上。
- JavaOne 2007 - 5月8至11日

## 外部連結
- JavaOne網站 （页面存档备份，存于）
- 莫斯康中心網站（页面存档备份，存于）